# داي أنتورد
داي أنتورد هي فرقة هيب هوب بديل جنوب أفريقية تأسست في 2008، تتكون الفرقة من واتكن تودور جونز ويولاند فيسر.

## روابط خارجية
داي أنتورد على موقع IMDb (الإنجليزية)
- داي أنتورد على موقع ميوزك برينز (الإنجليزية)
- داي أنتورد على موقع رولينغ ستون (الإنجليزية)
- داي أنتورد على موقع أول ميوزيك (الإنجليزية)
- داي أنتورد على موقع ديسكوغز (الإنجليزية)